# Kanton Amiens-5 (Sud-Est)
Der Kanton Amiens-5 (Sud-Est) war von 1801 bis 2015 ein französischer Wahlkreis im Arrondissement Amiens, im Département Somme und in der Region Picardie; sein Hauptort war Amiens. Der Kanton lag im Mittel 35 m hoch, zwischen 14 m in Amiens und 107 m in Cagny.

## Gemeinden
Der Kanton bestand aus einer Gemeinde und einem Teil der Stadt Amiens (angegeben ist die Gesamteinwohnerzahl; im Kanton lebten etwa 22.800 Einwohner der Stadt):
| Gemeinde | Einwohner Jahr | Fläche km² | Bevölkerungsdichte | Code INSEE | Postleitzahl |
| -------- | -------------- | ---------- | ------------------ | ---------- | ------------ |
| Amiens   | 132.699 (2013) | –          | – Einw./km²        | 80021      | 80000        |
| Cagny    | 1.224 (2013)   | 5,29       | 231 Einw./km²      | 80160      | 80330        |